# استوکی، کوماموتو
استوکی، کوماموتو (به لاتین: Itsuki, Kumamoto) یک منطقهٔ مسکونی در ژاپن است که در Kuma District واقع شده‌است. استوکی  ۱٬۳۸۸ نفر جمعیت دارد.